# Agathobelus bivittatus
Espèce
Agathobelus bivittatus est une espèce d'insectes coléoptères de la famille des Belidae que l'on trouve en Australie.